# UNISON SQUARE GARDEN (アルバム)
『UNISON SQUARE GARDEN』（ユニゾン・スクエア・ガーデン）は、日本のバンドUNISON SQUARE GARDENのメジャー1枚目のフルアルバム。2009年4月15日発売。

## 概要
メジャーデビュー後最初のフルアルバム。当アルバムのリリース以前に発売されていたシングル表題曲「センチメンタルピリオド」と「マスターボリューム」、配信限定の「MR.アンディ -party style-」を含む全11曲を収録。
「センチメンタルピリオド」「MR.アンディ」「箱庭ロック・ショー」の3曲はインディーズ時代のアルバムにも収録されていた楽曲である。但し、本作に収録するにあたり全て再レコーディングされている。

## 楽曲について
※シングル表題曲はリンク先を参照。
MR.アンディ -party style-
インディーズアルバム2枚目『流星前夜』収録曲のアレンジバージョン。
本アルバム発売に先駆け、2009年3月4日にネット配信限定で配信されていた。
MVが制作（監督：長添雅嗣）されている。
冒頭の歓声は2009年1月12日、大阪BIGCATで行われた自主開催イベント「fun time HOLIDAY」にて録音されたもの。
WINDOW開ける
インディーズ時代からの楽曲で、ライブで披露していた楽曲。今作にて音源化。
箱庭ロック・ショー
インディーズアルバム1枚目『新世界ノート』収録曲の再録バージョン。
歌詞に出てくる「アルゼン」「パンジー」「雪の歌」などは、高校時代に前身バンドで演奏していたオリジナル曲のタイトル。
未発表曲「ロック・ショー」とは歌詞もメロディーも全く違う楽曲。
結成10周年記念アルバム『DUGOUT ACCIDENT』にさらに再録したものを収録。
クローバー
結成10周年記念アルバム『DUGOUT ACCIDENT』にて再ミックスのうえ収録。

## 収録曲について
| 全作詞・作曲: 田淵智也、全編曲: UNISON SQUARE GARDEN。 |                                                                                      |          |            |      |
| #                                                      | タイトル                                                                             | 作詞     | 作曲・編曲 | 時間 |
| 1.                                                     | 「カラクリカルカレ」                                                                 | 田淵智也 | 田淵智也   | 3:25 |
| 2.                                                     | 「センチメンタルピリオド」                                                           | 田淵智也 | 田淵智也   | 4:08 |
| 3.                                                     | 「サンポサキマイライフ」                                                             | 田淵智也 | 田淵智也   | 4:48 |
| 4.                                                     | 「デイライ協奏楽団」                                                                 | 田淵智也 | 田淵智也   | 4:08 |
| 5.                                                     | 「等身大の地球」                                                                     | 田淵智也 | 田淵智也   | 4:53 |
| 6.                                                     | 「MR.アンディ -party style-」                                                        | 田淵智也 | 田淵智也   | 5:48 |
| 7.                                                     | 「WINDOW開ける」                                                                     | 田淵智也 | 田淵智也   | 4:40 |
| 8.                                                     | 「マスターボリューム」(テレビ東京系『JAPAN COUNTDOWN』2009年1月度オープニングテーマ) | 田淵智也 | 田淵智也   | 3:21 |
| 9.                                                     | 「いつかの少年」                                                                     | 田淵智也 | 田淵智也   | 6:33 |
| 10.                                                    | 「箱庭ロック・ショー」                                                               | 田淵智也 | 田淵智也   | 4:52 |
| 11.                                                    | 「クローバー」                                                                       | 田淵智也 | 田淵智也   | 4:48 |
| 合計時間:                                              | 合計時間:                                                                            | 51:24    |            |      |

## 演奏
- 斎藤宏介：Vocal, Guitar
- 田淵智也：
  - Bass
  - Programming (#6)
- 鈴木貴雄：Drums
- YANAGIMAN：Co-Arrangement, Programming (#6)
- DJ TAKI-SHIT：Scratch (#6)